# José Clementino de Azevedo Neto
José Clementino de Azevedo Neto (Natal, 27 de agosto de 1960) es un cantante brasileño.